# Johannes Osten (Mosaikkünstler)

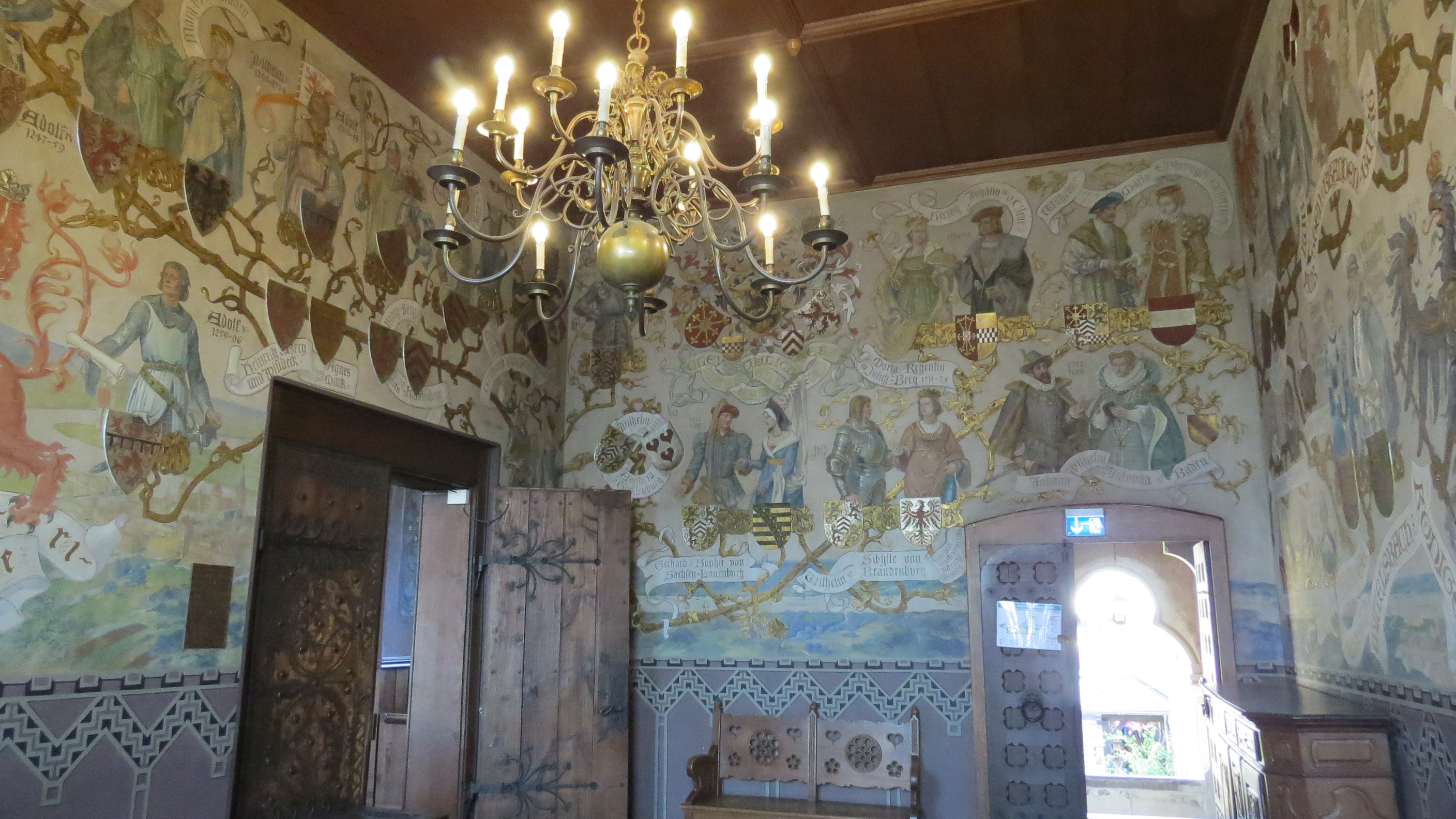
Adolf Schill, Johannes Osten: Stammbaum der bergischen Herrscher, 1906–1908, „Ahnengalerie“ von Schloss Burg, Foto 2014

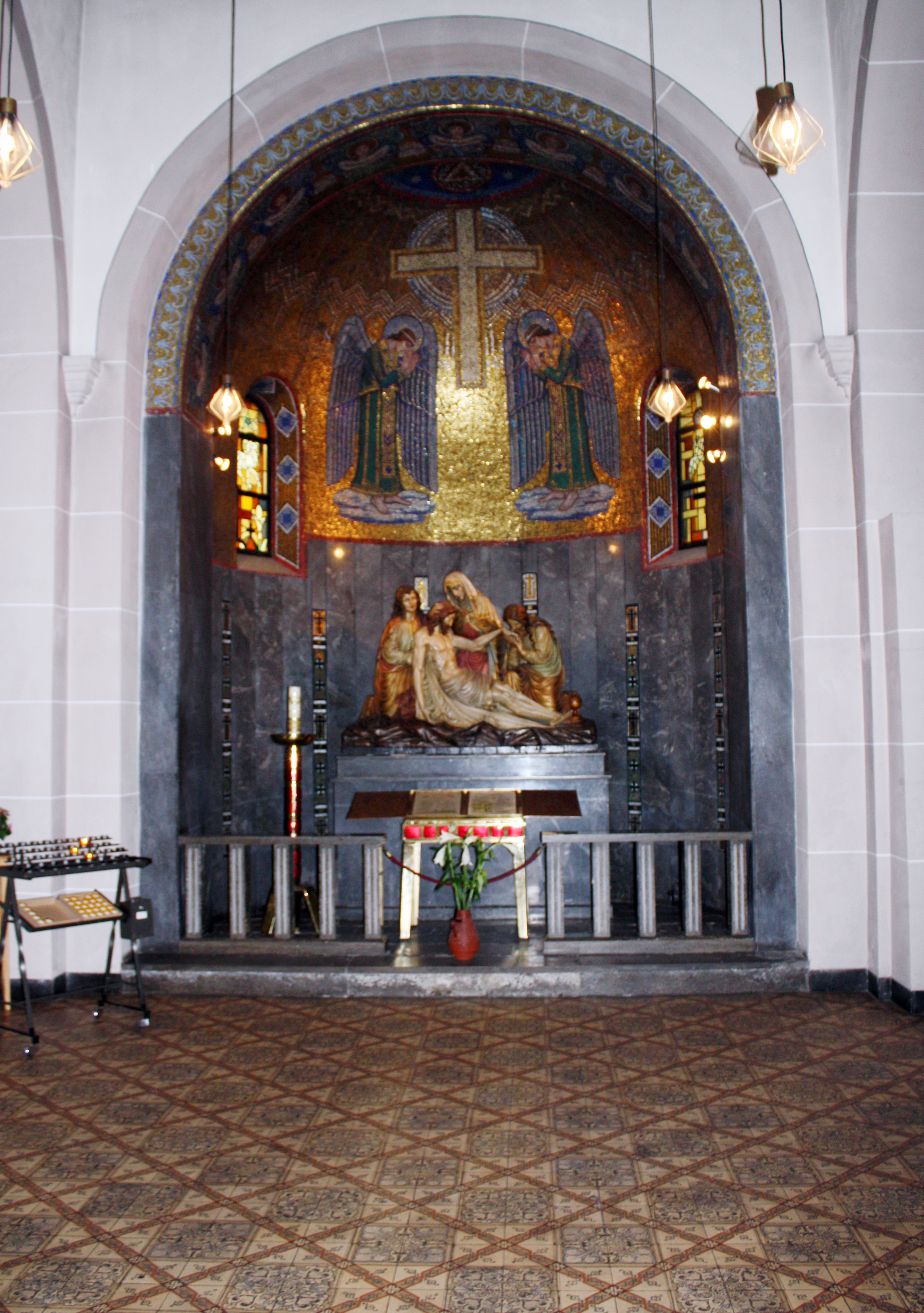
Johannes Osten: Mosaik der Kriegergedächtniskapelle, 1919, St. Nikolaus, Köln-Sülz, Foto 2008

Johannes Baptist Osten, auch Johann Baptist Osten (* 30. Juli 1867 in Köln; † 19. September 1952 ebenda), war ein deutscher Maler und Mosaizist.

## Leben
Seine Eltern waren Johann Baptist und Christina Osten, geborene Eilert.
In den Jahren von 1888 bis 1894 studierte Osten an der Kunstakademie Düsseldorf Malerei. Dort waren Hugo Crola, Peter Janssen d. Ä., Eduard von Gebhardt, Julius Roeting und Adolf Schill seine Lehrer. Als Mitarbeiter von Schill schuf er von 1906 bis 1908 für den „Ahnensaal“ von Schloss Burg den Stammbaum der bergischen Herrscher. Später betätigte er sich vor allem als Kirchenmaler und Mosaikkünstler. Von 1914 bis 1918 malte er den Innenraum der Pfarrkirche St. Laurentius in Bergisch Gladbach aus. 1919 schuf er in der Hauptapsis der Köln-Sülzer Kirche St. Nikolaus und in deren Kriegergedächtniskapelle drei neobyzantinische Mosaike, ausgeführt mit der Firma Puhl & Wagner.
Osten war seit 1895 mit Emilie Hubertine, geborene Sieglar, verheiratet und lebte zuletzt in Köln-Junkersdorf, wo er 1952 im Alter von 85 Jahren verstarb.